# Wohnungsaufsichtsgesetz (Berlin)
Das Gesetz zur Beseitigung von Wohnungsmißständen in Berlin (Wohnungsaufsichtsgesetz – WoAufG Bln)
in der Fassung vom 3. April 1990 ist ein Wohnungsaufsichtsgesetz des Landes Berlin.

## Änderungen
Es wurde zweimal geändert:
- § 13 geändert durch Artikel LIII des Gesetzes vom 16. Juli 2001 (GVBl. S. 260)
- § 3 geändert durch Gesetz vom 20. März 2019 (GVBl. S. 237)

Die Änderung des § 3 wird von der Senatsverwaltung für Stadtentwicklung auch als "1. Änderung" bezeichnet.

## Inhalt
- Inhaltsverzeichnis
- Erster Abschnitt – Allgemeine Vorschriften
  - § 1 Wohnungsaufsicht
  - § 2 Wohnungsaufsichtsbehörden
  - § 2a Instandhaltung
- Zweiter Abschnitt – Wohnungsaufsichtliche Anforderungen
  - § 3 Instandsetzung
  - § 4 Beseitigung mangelhafter Wohnverhältnisse
  - § 5 Ausnahmen von §§ 3 und 4
  - § 6 Unbewohnbarkeitserklärungen
  - § 7 Belegung
  - § 8 Benutzung
  - § 9 Gebäude und Außenanlagen
- Dritter Abschnitt – Verfahren
  - § 10 Mitwirkungs- und Duldungspflicht
  - § 10a Regelmäßige Überwachung
  - § 11 Beratung, freiwillige Abhilfe und Informationsrecht
  - § 12 Andere Rechtsvorschriften
- Vierter Abschnitt – Ordnungswidrigkeiten, Schlußvorschriften
  - § 13 Ordnungswidrigkeiten
  - § 14 Verwaltungsvorschriften
  - § 15 Einschränkung eines Grundrechts
  - § 16 Berechnung der Wohnfläche
  - § 17 Aufhebung bestehender Vorschriften
  - § 18 Inkrafttreten

## Durchführung der Aufsicht
Laut einer Anfrage von Marcel Luthe (FDP) sind für rund 1,5 Millionen Mietwohnungen etwas mehr als 20 Personalstellen vorhanden.